# 塞沃南
塞沃南（法語：Sevenans，法語發音：[sɛvnɑ̃]）是法国勃艮第-弗朗什-孔泰大区贝尔福地区省的一个市镇，位于该省西南部，属于贝尔福区。

## 地理
塞沃南（47°35'10"N, 6°51'57"E）面积2.02 平方千米，位于法国勃艮第-弗朗什-孔泰大區贝尔福地区省，该省份为法国东北部内陆省份，东临上莱茵省，北起孚日省，西接上索恩省，南与杜省和瑞士接壤。
与塞沃南接壤的市镇（或旧市镇、城区）包括：昂代尔南、贝尔蒙、博唐、多朗、特雷沃南、梅鲁-莫瓦勒。

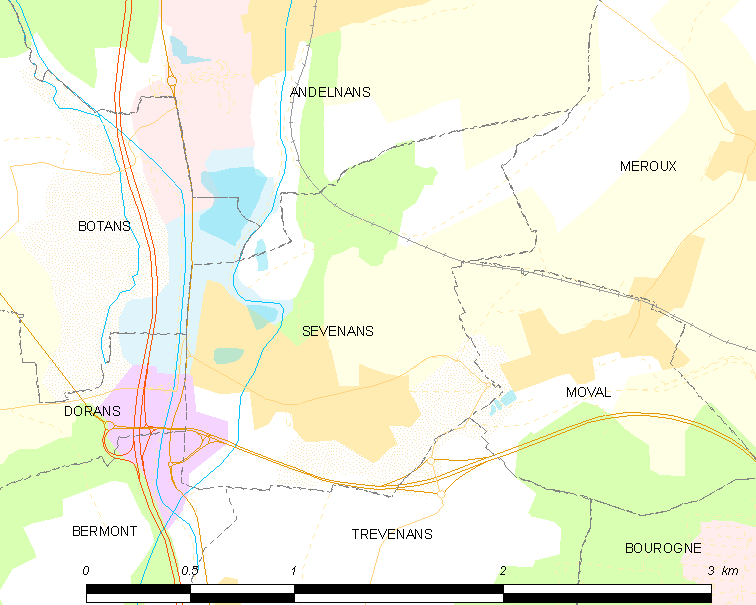
塞沃南的OSM定位图

塞沃南的时区为UTC+01:00、UTC+02:00（夏令时）。

## 行政
塞沃南的邮政编码为90400，INSEE市镇编码为90094。

## 政治
塞沃南所属的省级选区为沙特努瓦莱福日县。

## 人口

1962-2008年间塞沃南人口变化图示

塞沃南于2022年1月1日时的人口数量为696人。